# Votomita
Votomita je  biljni rod iz porodice melastomovki, klasificirana tribusu Memecyleae, potporodeica Olisbeoideae. Postoji 10 vrsrta drveća i grmova raširenih po tropskoj Americi (Panama, Brazil, Venezuela, Peru, Surinam, Kolumbija, Francuska Gijana i Kuba).

## Vrste
1. Votomita cupuliformis Morley & Almeda
2. Votomita guianensis Aubl.
3. Votomita monadelpha (Ducke) Morley
4. Votomita monantha (Urb.) Morley
5. Votomita orbinaxia Morley
6. Votomita orinocensis Morley
7. Votomita plerocarpa (Morley) Morley
8. Votomita pubescens Morley
9. Votomita roraaimensis Morley
10. Votomita ventuarensis Morley

## Vanjske poveznice
NYBG Monographs Details: Votomita orbinaxia Morley